# Graficul unei funcții

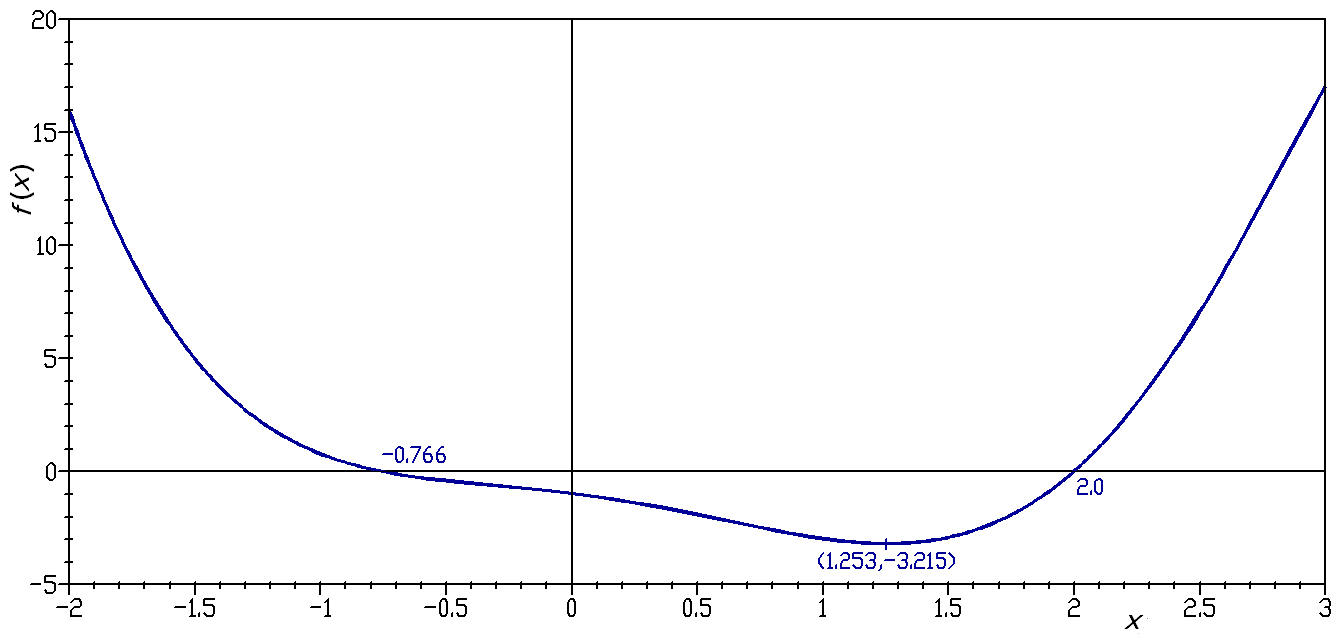
Graficul funcției f(x) = x^{4} − 4x pe intervalul [−2,+3]. Sunt de asemenea reprezentate cele două rădăcini reale și punctul de minim global pentru intervalul respectiv.

În matematică, graficul unei funcții f din E în F este mulțimea perechilor ordonate (x, f(x)).
Dacă f este o funcție reală de variabilă reală (adică dacă domeniul E și codomeniul F sunt submulțimi ale numerelor reale), graficul poate fi reprezentat într-un sistem de coordonate carteziene: fiecărui element x ∈ E li se asociază punctul (x, f(x)) cu abscisă x și ordonată y = f(x).